# Córrego Anhumas
Córrego Anhumas är ett vattendrag i Brasilien.   Det ligger i delstaten Mato Grosso do Sul, i den södra delen av landet, 800 km väster om huvudstaden Brasília.
Omgivningarna runt Córrego Anhumas är huvudsakligen savann. Runt Córrego Anhumas är det mycket glesbefolkat, med 2 invånare per kvadratkilometer.